# Attilio Simonetti
Attilio Simonetti (Roma, 13 aprile 1843 – Roma, 14 gennaio 1925) è stato un pittore e antiquario italiano.

## Biografia
Figlio di Francesco, argentiere e cesellatore romano, e di Carolina Raffaelli, appartenente a una nota famiglia di mosaicisti, annovera tra i suoi avi Giacomo Raffaelli, la cui riproduzione a mosaico dell'Ultima Cena di Leonardo da Vinci, eseguita nel 1818 fu rivendicata dall'imperatore Francesco I d'Austria e collocata nella chiesa dei Minoriti di Vienna e suo figlio Vincenzo Raffaelli, mosaicista.
Sin da giovane manifestò uno spiccato interesse per la pittura ed il disegno, che lo fece conoscere ed apprezzare da Marià Fortuny i Marsal, di cui fu discepolo e amico. Il pittore perugino Nicola Ortis consigliò i genitori di avviare l'allora sedicenne ragazzo verso gli studi artistici.
Nel 1868 Simonetti espose due opere all'Accademia di Brera, Interno di cucina a Trastevere e Portone a via dei Carbonari. Nella Esposizione Nazionale di Belle Arti a Napoli nel 1877 presentò una coppia di dipinti, "L'Araldo" e "Il Tamburo", che furono acquistati dal Principe Umberto di Savoia, che pochi mesi dopo sarebbe diventato Re d'Italia con il nome di Umberto I.
A Napoli, durante uno dei suoi numerosi viaggi con Mariano Fortuny, conobbe e divenne amico di Filippo Palizzi che successivamente nel 1877 lo invitò a esporre le sue opere nella città campana.
Nel 1875 fu tra i fondatori dell'Associazione degli Acquarellisti romani, alla quale prese parte attiva fino al 1883. Sempre nel 1883, in occasione dell'inaugurazione del Palazzo delle Esposizioni a Roma, presentò il dipinto Gioie Materne.
Fu esecutore testamentario per la vendita degli oggetti raccolti da Marià Fortuny durante i suoi viaggi, e iniziò quindi ad occuparsi sempre di più di antiquariato, con particolare attenzione verso l'arte antica.

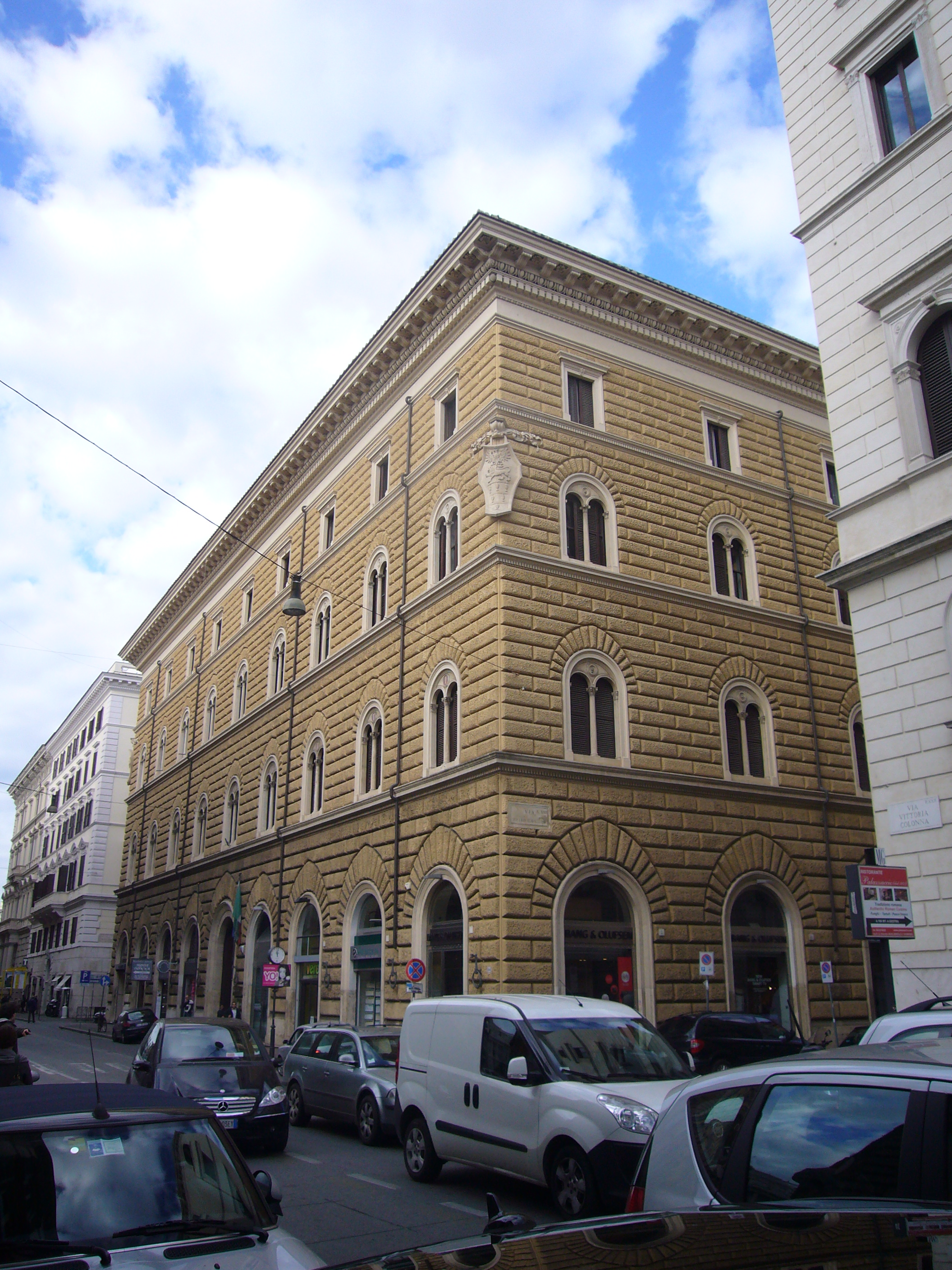
Palazzo Odescalchi Simonetti in via Vittoria Colonna

Il palazzo romano Odescalchi, oggi Palazzo Odescalchi Simonetti in via Vittoria Colonna, in Prati, acquistato da lui nel 1904, divenne la sede della sua galleria d'antiquariato e del suo atelier di pittore. Per quanto riguarda la sua attività di antiquario, annoverò tra i suoi clienti John Pierpont Morgan e Lord William Astor, I visconte Astor di cui curò, con il figlio Aldo, il progetto e l'arredamento della Villa Pompeiana a Sorrento, ispirandosi alla Casa dei Vettii di Pompei.
Simonetti si distinse per la qualità delle sue opere, realizzate ad olio e acquerello, nel gusto della pittura di genere, allora in voga. Opere da lui realizzate in età avanzata sorprendono per la loro freschezza e per la loro intensità.

### Musei, raccolte, documentazione
Il Metropolitan Museum di New York conserva tra le sue collezioni il cosiddetto "Simonetti Carpet", un tappeto egiziano del XVI secolo lungo quasi 8 metri. 
Opere di Simonetti sono attualmente conservate presso la Galleria d’Arte Moderna di Milano, al Museo di Capodimonte a Napoli, al Museo Irpino ad Avellino, al Metropolitan Museum di New York, al Museum of Fine Arts di Boston ed al San Diego Museum of Art di San Diego, California.
Giovanni Carboni, antiquario, discendente di Attilio Simonetti, è detentore dell'"Archivio Simonetti", messo a disposizione degli studiosi, che raccoglie la documentazione sulla vita e sull'opera di Attilio Simonetti. Comprende circa 300 stampe, 260 disegni e acquerelli, 320 documenti, 500 fotografie e 120 libri e cataloghi, dal 1862 in poi.

### Scelta di opere
- Attrice pompeiana (1870), Galleria d'Arte Moderna, Milano
- Il Mendicante (1869), collezione privata, Roma
- Dopo il ballo (1876), Museo Irpino, Avellino
- L'amateur (1872), Metropolitan Museum, New York
- La miniatura (1872), Metropolitan Museum, New York
- La spiaggia a Casamicciola (1879-80), collezione privata, Roma

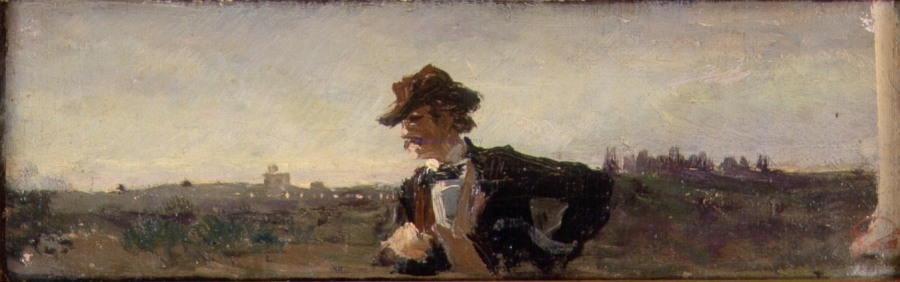
Fortuny, Retrat del pintor Simonetti

## Albero genealogico
|  |  | Giacomo Raffaelli      |                        |                        |                        |                        |                        |                    |                    |                    |                    |                    |                    |                    |                    |                     |                     |                     |                     |                                            |                                            |                                            |                                            |                                            |                                            |                  |                  |                  |                  |                  |                  |  |  |  |  |  |  |  |  |  |  |  |  |  |  |  |  |
|  |  |                        |                        |                        |                        |                        |                        |                    |                    |                    |                    |                    |                    |                    |                    |                     |                     |                     |                     |                                            |                                            |                                            |                                            |                                            |                                            |                  |                  |                  |                  |                  |                  |  |  |  |  |  |  |  |  |  |  |  |  |  |  |  |  |
|  |  |                        |                        |                        |                        |                        |                        |                    |                    |                    |                    |                    |                    |                    |                    |                     |                     |                     |                     |                                            |                                            |                                            |                                            |                                            |                                            |                  |                  |                  |                  |                  |                  |  |  |  |  |  |  |  |  |  |  |  |  |  |  |  |  |
|  |  |                        |                        |                        |                        |                        |                        |                    |                    |                    |                    |                    |                    |                    |                    |                     |                     |                     |                     |                                            |                                            |                                            |                                            |                                            |                                            |                  |                  |                  |                  |                  |                  |  |  |  |  |  |  |  |  |  |  |  |  |  |  |  |  |
|  |  | Giovanni Raffaelli     | Giovanni Raffaelli     | Giovanni Raffaelli     | Giovanni Raffaelli     | Giovanni Raffaelli     | Giovanni Raffaelli     |                    |                    | Vincenzo Raffaelli | Vincenzo Raffaelli | Vincenzo Raffaelli | Vincenzo Raffaelli | Vincenzo Raffaelli | Vincenzo Raffaelli |                     |                     |                     |                     |                                            |                                            |                                            |                                            |                                            |                                            |                  |                  |                  |                  |                  |                  |  |  |  |  |  |  |  |  |  |  |  |  |  |  |  |  |
|  |  | Giovanni Raffaelli     | Giovanni Raffaelli     | Giovanni Raffaelli     | Giovanni Raffaelli     | Giovanni Raffaelli     | Giovanni Raffaelli     |                    |                    | Vincenzo Raffaelli | Vincenzo Raffaelli | Vincenzo Raffaelli | Vincenzo Raffaelli | Vincenzo Raffaelli | Vincenzo Raffaelli |                     |                     |                     |                     |                                            |                                            |                                            |                                            |                                            |                                            |                  |                  |                  |                  |                  |                  |  |  |  |  |  |  |  |  |  |  |  |  |  |  |  |  |
|  |  |                        |                        | Carolina Raffaelli     | Carolina Raffaelli     | Carolina Raffaelli     | Carolina Raffaelli     | Carolina Raffaelli | Carolina Raffaelli |                    |                    |                    |                    |                    |                    | Francesco Simonetti | Francesco Simonetti | Francesco Simonetti | Francesco Simonetti | Francesco Simonetti                        | Francesco Simonetti                        |                                            |                                            |                                            |                                            |                  |                  |                  |                  |                  |                  |  |  |  |  |  |  |  |  |  |  |  |  |  |  |  |  |
|  |  |                        |                        | Carolina Raffaelli     | Carolina Raffaelli     | Carolina Raffaelli     | Carolina Raffaelli     | Carolina Raffaelli | Carolina Raffaelli |                    |                    |                    |                    |                    |                    | Francesco Simonetti | Francesco Simonetti | Francesco Simonetti | Francesco Simonetti | Francesco Simonetti                        | Francesco Simonetti                        |                                            |                                            |                                            |                                            |                  |                  |                  |                  |                  |                  |  |  |  |  |  |  |  |  |  |  |  |  |  |  |  |  |
|  |  |                        |                        |                        |                        |                        |                        |                    |                    |                    |                    |                    |                    |                    |                    |                     |                     |                     |                     |                                            |                                            |                                            |                                            |                                            |                                            |                  |                  |                  |                  |                  |                  |  |  |  |  |  |  |  |  |  |  |  |  |  |  |  |  |
|  |  |                        |                        |                        |                        |                        |                        |                    |                    |                    |                    |                    |                    |                    |                    |                     |                     |                     |                     |                                            |                                            |                                            |                                            |                                            |                                            |                  |                  |                  |                  |                  |                  |  |  |  |  |  |  |  |  |  |  |  |  |  |  |  |  |
|  |  | Michelangelo Simonetti | Michelangelo Simonetti | Michelangelo Simonetti | Michelangelo Simonetti | Michelangelo Simonetti | Michelangelo Simonetti |                    |                    | Attilio Simonetti  | Attilio Simonetti  | Attilio Simonetti  | Attilio Simonetti  | Attilio Simonetti  | Attilio Simonetti  |                     |                     | Scipione Simonetti  | Scipione Simonetti  | Scipione Simonetti                         | Scipione Simonetti                         | Scipione Simonetti                         | Scipione Simonetti                         |                                            |                                            | Ettore Simonetti | Ettore Simonetti | Ettore Simonetti | Ettore Simonetti | Ettore Simonetti | Ettore Simonetti |  |  |  |  |  |  |  |  |  |  |  |  |  |  |  |  |
|  |  | Michelangelo Simonetti | Michelangelo Simonetti | Michelangelo Simonetti | Michelangelo Simonetti | Michelangelo Simonetti | Michelangelo Simonetti |                    |                    | Attilio Simonetti  | Attilio Simonetti  | Attilio Simonetti  | Attilio Simonetti  | Attilio Simonetti  | Attilio Simonetti  |                     |                     | Scipione Simonetti  | Scipione Simonetti  | Scipione Simonetti                         | Scipione Simonetti                         | Scipione Simonetti                         | Scipione Simonetti                         |                                            |                                            | Ettore Simonetti | Ettore Simonetti | Ettore Simonetti | Ettore Simonetti | Ettore Simonetti | Ettore Simonetti |  |  |  |  |  |  |  |  |  |  |  |  |  |  |  |  |
|  |  |                        |                        |                        |                        |                        |                        |                    |                    |                    |                    |                    |                    |                    |                    |                     |                     |                     |                     |                                            |                                            |                                            |                                            |                                            |                                            |                  |                  |                  |                  |                  |                  |  |  |  |  |  |  |  |  |  |  |  |  |  |  |  |  |
|  |  | Amedeo Simonetti       | Amedeo Simonetti       | Amedeo Simonetti       | Amedeo Simonetti       | Amedeo Simonetti       | Amedeo Simonetti       |                    |                    |                    |                    | Aldo Simonetti     | Aldo Simonetti     | Aldo Simonetti     | Aldo Simonetti     | Aldo Simonetti      | Aldo Simonetti      |                     |                     | Dino Terra pseudonimo di Armando Simonetti | Dino Terra pseudonimo di Armando Simonetti | Dino Terra pseudonimo di Armando Simonetti | Dino Terra pseudonimo di Armando Simonetti | Dino Terra pseudonimo di Armando Simonetti | Dino Terra pseudonimo di Armando Simonetti |                  |                  |                  |                  |                  |                  |  |  |  |  |  |  |  |  |  |  |  |  |  |  |  |  |
|  |  | Amedeo Simonetti       | Amedeo Simonetti       | Amedeo Simonetti       | Amedeo Simonetti       | Amedeo Simonetti       | Amedeo Simonetti       |                    |                    |                    |                    | Aldo Simonetti     | Aldo Simonetti     | Aldo Simonetti     | Aldo Simonetti     | Aldo Simonetti      | Aldo Simonetti      |                     |                     | Dino Terra pseudonimo di Armando Simonetti | Dino Terra pseudonimo di Armando Simonetti | Dino Terra pseudonimo di Armando Simonetti | Dino Terra pseudonimo di Armando Simonetti | Dino Terra pseudonimo di Armando Simonetti | Dino Terra pseudonimo di Armando Simonetti |                  |                  |                  |                  |                  |                  |  |  |  |  |  |  |  |  |  |  |  |  |  |  |  |  |
|  |  | Virgilio Simonetti     |                        |                        |                        |                        |                        |                    |                    |                    |                    |                    |                    |                    |                    |                     |                     |                     |                     |                                            |                                            |                                            |                                            |                                            |                                            |                  |                  |                  |                  |                  |                  |  |  |  |  |  |  |  |  |  |  |  |  |  |  |  |  |